# Tour de Rivotte
La tour de Rivotte est une tour bastionnée située dans le secteur de Rivotte à Besançon, commune française du département du Doubs (région Bourgogne-Franche-Comté). Le bâtiment est édifié de 1687 à 1690 et fait l'objet d'un classement au titre des Monuments historiques depuis le 5 janvier 1944.

## Histoire
Le bastion de la porte Rivotte, plus connu sous le nom de tour de Rivotte, est située le long du Doubs, à l'extrémité de l'avenue Arthur Gaulard et à proximité de la porte Rivotte.
Il fut construit durant le dernier quart du XVIIe siècle et devait défendre l'est de la ville de Besançon avec les autres systèmes défensifs mis en place à l'époque. Entre 1687 à 1690 sortit de terre cette tour bastionnée, idéalement établie sur un rocher, et protégée par un fossé. Elle fait partie de l'enceinte urbaine entourant le centre-ville avec notamment cinq autres tours bastionnées dont quatre subsistent de nos jours.
L'édifice comporte une architecture typique des tours bastionnées conçues par Vauban pour Besançon et est semblable à la tour bastionnée de Bregille distante de 350 m. Le bâtiment comporte une voûte annulaire située sur un pilier central, contenant un puits. Ce dernier laissait un passage suffisant pour passer de la plate-forme à l'étage et de permettre de passer des marchandises, du matériel ou du personnel. Le puits est ouvert depuis le XIXe siècle et laisse ainsi passer les eaux pluviales.
La tour est édifiée sur le roc, en lit de rivière et possédait à l'origine un fossé en eau situé en avant entre le Doubs et la colline de la Citadelle. Le rempart de part et d'autre de la tour sera remanié lors de la construction de la ligne de chemin de fer Besançon-Le Locle à la fin du XIXe siècle, lors de l’aménagement du port fluvial en 1938 et enfin quand l'Avenue Gaulard sera ouverte sur le faubourg Rivotte, en 1943.
La tour est classée aux monuments historiques depuis le 5 janvier 1944.